# 尚瑟吕
尚瑟吕（法語：Champseru，法語發音：[ʃɑ̃s(ə)ʁy]）是法国厄尔-卢瓦省的一个市镇，属于沙特尔区。

## 地理
尚瑟吕（48°29'32"N, 1°39'24"E）面积14.99 平方千米，位于法国中央-卢瓦尔河谷大区厄尔-卢瓦省，该省份为法国北部内陆省份，北起顺时针与厄尔省、伊夫林省、埃松省、卢瓦雷省、卢瓦-谢尔省、萨尔特省和奧恩省接壤。
与尚瑟吕接壤的市镇（或旧市镇、城区）包括：安波、伊姆赖、科尔坦维尔。

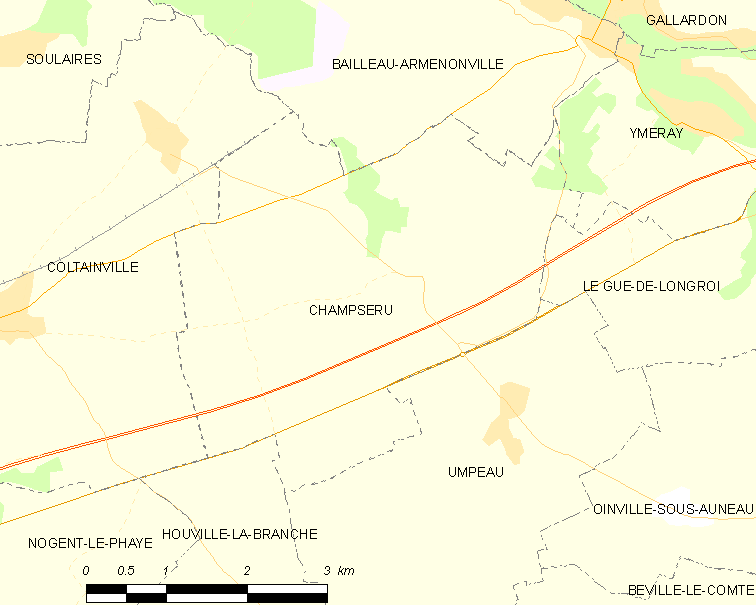
尚瑟吕的OSM定位图

尚瑟吕的时区为UTC+01:00、UTC+02:00（夏令时）。

## 行政
尚瑟吕的邮政编码为28700，INSEE市镇编码为28073。

## 政治
尚瑟吕所属的省级选区为欧诺县。

## 人口

1962-2008年间尚瑟吕人口变化图示

尚瑟吕于2022年1月1日时的人口数量为347人。